# Tommaso Constantino
Tommaso Costantino (Tunis, 23 de juny de 1885 - Bríndisi, 28 de febrer de 1950) va ser un tirador d'esgrima italià que va competir a començament del segle xx.
El 1920 va prendre part en els Jocs Olímpics d'Anvers, on va disputar tres proves del programa d'esgrima. Guanyà la medalla d'or en les competicions de floret i espasa per equips, mentre en la de floret individual quedà eliminat en les sèries.